# Daniel Peacock
Daniel Peacock (* 2. Oktober 1958 in Hammersmith, London, England) ist ein britischer ehemaliger Schauspieler, Synchronsprecher, Drehbuchautor, Filmregisseur und Filmproduzent.

## Leben
Peacock wurde am 2. Oktober 1958 im Londoner Stadtteil Hammersmith im London Borough of Hammersmith and Fulham geboren. Er ist der Sohn des Schauspielers und Songwriters Trevor Peacock (1931–2021) und Iris Jones. Der Schauspieler Harry Peacock ist sein Halbbruder. Er machte seinen Schulabschluss an der Ashmole Academy in Southgate, Nord London. Er besuchte die Central School of Speech & Drama, brach sein dortiges Studium allerdings ab um eine Karriere als Komiker in der Comedy-Gruppe namens Diamond Brothers einzuschlagen.
Ab Ende der 1970er Jahre war er als Schauspieler zu sehen. Er gab sein Schauspieldebüt im Fernsehfilm Plain Murder. In den nächsten Jahren folgten verschiedene Besetzungen als Episodendarsteller oder Nebendarsteller in Spiel- oder Fernsehfilmrpoduktionen. In solcher Funktion war er 1982 im preisgekrönten Film Gandhi und in Der rosarote Panther wird gejagt zu sehen. Ab 1980 begann er mit dem Verfassen eigener Drehbücher. 1985 stellte er im Abenteuerfilm Auf der Jagd nach dem Juwel vom Nil die Rolle des Rock Promoter dar. 1990 mimte er die Rolle des Buzzer, das erste Todesopfer des Vampir-Motorrads im Horrorfilm Iron Thunder. 1991 spielte er in Robin Hood – König der Diebe die Rolle des David Doncester. Ab den 1990er trat er verstärkt als Regisseur, vor allem für britische Serien, in Erscheinung. Sein langläufigstes Format war die Serie Cavegirl, von der zwischen 2002 und 2003 38 Episoden erschienen. 2011 erschien der Kurzfilm Cavegirl Pilot, der als Pilotfolge einer weiteren Fernsehserie dienen sollte, diese wurde allerdings nie produziert.
Im November 2022 gab er bekannt, sich aus der Öffentlichkeit zurückzuziehen und im Gegensatz zu seinem Vater nicht bis ins hohe Alter schauspielern möchte. Als Grund nannte er unter anderen die damalige Alzheimer-Erkrankung seines Vaters.

## Filmografie (Auswahl)

### Schauspiel
- 1978: Plain Murder (Fernsehfilm)
- 1979: Quadrophenia
- 1979: Porridge
- 1979: Play for Today (Fernsehserie, Episode 10x01)
- 1980: Blutige Streiche (Bloody Kids, Fernsehfilm)
- 1980: Knights Electric (Kurzfilm)
- 1981: Riding High
- 1982: Shine on Harvey Moon (Fernsehserie, Episode 2x04)
- 1982: Gandhi
- 1982: Der rosarote Panther wird gejagt (Trail of the Pink Panther)
- 1982–2012: The Comic Strip Presents... (Fernsehserie, 9 Episoden, verschiedene Rollen)
- 1983: Party Party
- 1983–1986: The Kenny Everett Television Show (Fernsehserie, 6 Episoden, verschiedene Rollen)
- 1984: The Little and Large Show (Fernsehserie, Episode 4x04)
- 1984: The Young Ones (Fernsehserie, Episode 2x03)
- 1984: The Lenny Henry Show (Fernsehserie, Episode 1x04)
- 1984: Little Armadillos (Fernsehserie, Episode 1x06)
- 1984: Just Good Friends (Fernsehserie, Episode 2x08)
- 1984–1985: Assaulted Nuts (Fernsehserie, 13 Episoden)
- 1985: Only Fools and Horses (Fernsehserie, Episode 4x04)
- 1985: Lift Off! (Fernsehserie, Episode 1x03)
- 1985: Supergrass – Unser Mann bei Scotland Yard (The Supergrass)
- 1985: Auf der Jagd nach dem Juwel vom Nil (The Jewel of the Nile )
- 1985: Highly Sprung (Fernsehserie)
- 1986: Robin Hood (Robin of Sherwood, Fernsehserie, Episode 3x02)
- 1986: C.A.T.S. Eyes (Fernsehserie, Episode 2x07)
- 1986: Auweia! Alias Smith und Jones (Alas Smith & Jones, Fernsehserie, Episode 3x01)
- 1986: Lenny Henry Tonite (Fernsehserie, Episode 1x04)
- 1986: Girls on Top (Fernsehserie, Episode 2x02)
- 1986: Die Bombe fliegt (Whoops Apocalypse)
- 1987: Hardwicke House (Fernsehserie, Episode 1x04)
- 1987: Supergran – Die Oma aus dem 21. Jahrhundert (Supergran, Fernsehserie, Episode 2x01)
- 1987: Eat the Rich
- 1987: Pulaski (Fernsehserie, Episode 1x02)
- 1987–1988: Valentine Park (Fernsehserie, 12 Episoden)
- 1988: Doctor Who (Fernsehserie, 2 Episoden)
- 1988: Billy’s Christmas Angels (Fernsehfilm)
- 1988: Jake’s Journey
- 1988: The Bill (Fernsehserie, Episode 4x31)
- 1989: Boon (Fernsehserie, Episode 3x13)
- 1989: Mr. Majeika (Fernsehserie, Episode 2x06)
- 1989: Hard Cases (Fernsehserie, 2 Episoden)
- 1989: Close to Home (Fernsehserie, Episode 1x07)
- 1990: Iron Thunder (I Bought a Vampire Motorcycle)
- 1990: Jackson Pace: The Great Years (Fernsehserie)
- 1991: Robin Hood – König der Diebe (Robin Hood: Prince of Thieves)
- 1991: Trainer (Fernsehserie, Episode 1x05)
- 1991: The Bill (Fernsehserie, Episode 7x81)
- 1991: Casualty (Fernsehserie, Episode 6x12)
- 1991–1993: Teenage Health Freak (Fernsehserie, 12 Episoden)
- 1992: Mach’s nochmal, Columbus (Carry On Columbus)
- 1992: Hallo Mädels! (Birds of a Feather, Fernsehserie, Episode 4x14)
- 1993: One Foot in the Grave (Fernsehserie, Episode 4x01)
- 1993: Cluedo (Fernsehserie, Episode 4x06)
- 1994: Mud (Fernsehserie, Episode 1x05)
- 1994–1995: Men of the World (Fernsehserie, 7 Episoden)
- 1995: Anything’s Possible (Fernsehserie)
- 1996: Delta Wave (Miniserie, 2 Episoden)
- 1996: Girlfriends (Fernsehserie)
- 1998: Sister Said (Fernsehserie)
- 2000: Small Time Obsession
- 2002–2003: Cavegirl (Fernsehserie, 4 Episoden)
- 2004: Billie: Girl of the Future (Fernsehserie, 3 Episoden)
- 2006: Demolition Dad (Fernsehserie)
- 2010: Der Nussknacker (The Nutcracker in 3D)
- 2011: Coming of Age (Fernsehserie, 2 Episoden)
- 2011: A Landscape of Lies – Directors Cut
- 2012–2013: Starlings (Fernsehserie, 5 Episoden)
- 2014: Toast of London (Fernsehserie, Episode 2x04)
- 2015: Foyle’s War (Fernsehserie, Episode 8x03)
- 2016: No Reasons
- 2016: Marley’s Ghosts (Fernsehserie, Episode 2x06)
- 2022: Strike (Fernsehserie, Episode 4x02)

### Synchronsprecher
- 1996: George Melly’s Owning Up (Podcastserie, 3 Episoden)
- 2007–2008: The Beeps (Animationsserie, 45 Episoden)

### Drehbuch
- 1980: Knights Electric (Kurzfilm)
- 1983: Party Party
- 1987: Your Mother Wouldn't Like It (Fernsehserie, Episode 3x01)
- 1988: The Comic Strip Presents... (Fernsehserie, Episode 4x04)
- 1990: Jackson Pace: The Great Years (Fernsehserie)
- 1991: Very Big Very Soon (Fernsehserie, 4 Episoden)
- 1991–1993: Teenage Health Freak (Fernsehserie, 12 Episoden)
- 1994–1995: Mud (Fernsehserie, 5 Episoden)
- 1994–1995: Men of the World (Fernsehserie, 12 Episoden)
- 1995: For Amusement Only (Fernsehserie, 12 Episoden)
- 1995: Anything’s Possible (Fernsehserie)
- 1996: Girlfriends (Fernsehserie)
- 1997: The Chest (Fernsehfilm)
- 1998: Sister Said (Fernsehserie)
- 1999: Harry and Cosh (Fernsehserie)
- 2002–2003: Cavegirl (Fernsehserie, 38 Episoden)
- 2004: Billie: Girl of the Future (Fernsehserie, 3 Episoden)
- 2006–2007: Demolition Dad (Fernsehserie)
- 2015–2016: Marley’s Ghosts (Fernsehserie, 9 Episoden)

### Regie
- 1995: Anything’s Possible (Fernsehserie)
- 1996: Girlfriends (Fernsehserie)
- 1998: Sister Said (Fernsehserie)
- 2000: Ania, Fran and a Kettle of Fish (Fernsehserie, 11 Episoden)
- 2002–2003: Harry and Cosh (Fernsehserie, 2 Episoden)
- 2002–2003: Cavegirl (Fernsehserie, 38 Episoden)
- 2003: Morris 2274 (Fernsehserie)
- 2004: Billie: Girl of the Future (Fernsehserie, 3 Episoden)
- 2006: Demolition Dad (Fernsehserie)
- 2009: Milkshake! Monkey (Fernsehserie)
- 2011: Cavegirl Pilot (Kurzfilm)

### Produktion
- 2003: A House That's Just Like Yours (Fernsehserie, 9 Episoden)
- 2016: Marley’s Ghosts (Fernsehserie, 6 Episoden)